# 尼古拉·迪克
尼古拉·迪克（羅馬尼亞語：Nicolae Dică；1980年5月9日—）是一位羅馬尼亞足球運動員，在場上的位置是攻擊型中場和前鋒。他是2006年的羅馬尼亞足球先生。迪卡也入選了2008年歐錦賽羅馬尼亞隊的大名單。

## 外部連結
- 尼古拉·迪克在 National-Football-Teams.com 上的出场纪录
- Nicolae Dică （页面存档备份，存于） at FC Steaua Bucharest
- 尼古拉·迪克－UEFA國際賽競賽紀錄